# メッサーシュミット P.1111
Me P.1111
Me P.1111の模型。シュパイアー技術博物館所蔵。
- 用途：戦闘機
- 製造者：メッサーシュミット社
- 運用者： ドイツ国（ドイツ空軍）
- 生産数：試作計画のみ

メッサーシュミット P.1111とは、第二次世界大戦終結の前、ドイツ空軍向けにメッサーシュミット社が設計したジェット戦闘機/迎撃機の計画である。

## 経緯
Me P.1111の革新的な設計が完成したのは1945年1月である。この機体はメッサーシュミット P.1110「エンテ」の改修型となることを意図していた。
メッサーシュミット P.1111は全長8.92mの無尾翼機で、デルタ形状の翼にほぼ近しい主翼を装備し、後退角は45度、また翼幅は9.12mだった。本機は単座で、操縦士のために与圧コックピットを装備した。
計画では主機としてハインケル HeS 011ターボジェットエンジンを用い、また兵装は4門のMK108 30mm機関砲とされていた。木製の模型1機のみが製作された。この計画はのちにMe P.1112としてさらに開発が進められた。